# Мотта-Монтекорвино
Мотта-Монтекорвино (итал. Motta Montecorvino) — коммуна в Италии, располагается в регионе Апулия, в провинции Фоджа.
Население составляет 851 человек (2008 г.), плотность населения составляет 43 чел./км². Занимает площадь 20 км². Почтовый индекс — 71030. Телефонный код — 0881.
Покровителем коммуны почитается святой Иоанн Креститель, празднование 6 мая.

## Демография
Динамика населения:

## Администрация коммуны
- Официальный сайт: